# Javari
Javari ili Yavarí (špa. Río Yavarí; por. Rio Javari) je pritok Amazone, dug 1184 km, koji čini granicu između Brazila i Perua u duljini od preko 500 km. Plovna je za kanue u duljini od 900 km od ušća do izvora u visoravnima rijeke Ucayali.
Brazilska granična komisija otplovila je uzvodno rijekom do ušća rijek Shino s njegovim ogrankom Jaquirana. Zemlja koju prolazi svojim izrazito vijugavim tokom vrlo je ravna, sličnog karaktera Juruá.
Uz rijeku postoji niz malih privatnih rezervata koji organiziraju promatranje divljih životinja.
Grad Benjamin Constant leži na ušću rijeke, na brazilskoj obali.

## Vanjske poveznice
|  | Zajednički poslužitelj ima još gradiva o temi Javari |